# NGC 7727
NGC 7727 = Arp 222 ist eine Balken-Spiralgalaxie vom Hubble-Typ SBa im Sternbild Aquarius auf der Ekliptik. Sie ist schätzungsweise 84 Millionen Lichtjahre von der Milchstraße entfernt und hat einen Durchmesser von etwa 115.000 Lichtjahren. Gemeinsam mit NGC 7724 bildet sie ein gravitativ gebundenes Galaxienpaar und ist die hellste Galaxie der NGC 7727-Gruppe (LGG 480).
Im selben Himmelsareal befindet sich unter anderem die Galaxie NGC 7723.
Das Objekt wurde am 27. November 1785 von dem deutsch-britischen Astronomen Wilhelm Herschel entdeckt.
Halton Arp gliederte seinen Katalog ungewöhnlicher Galaxien nach rein morphologischen Kriterien in Gruppen. Diese Galaxie gehört zu der Klasse Galaxien mit amorphen Spiralarmen.
Untersuchung aus dem Jahr 2001 deuten darauf hin, dass sich im Zentrum zwei supermassive Schwarze Löcher befinden, etwa 1800 Lichtjahre voneinander entfernt.

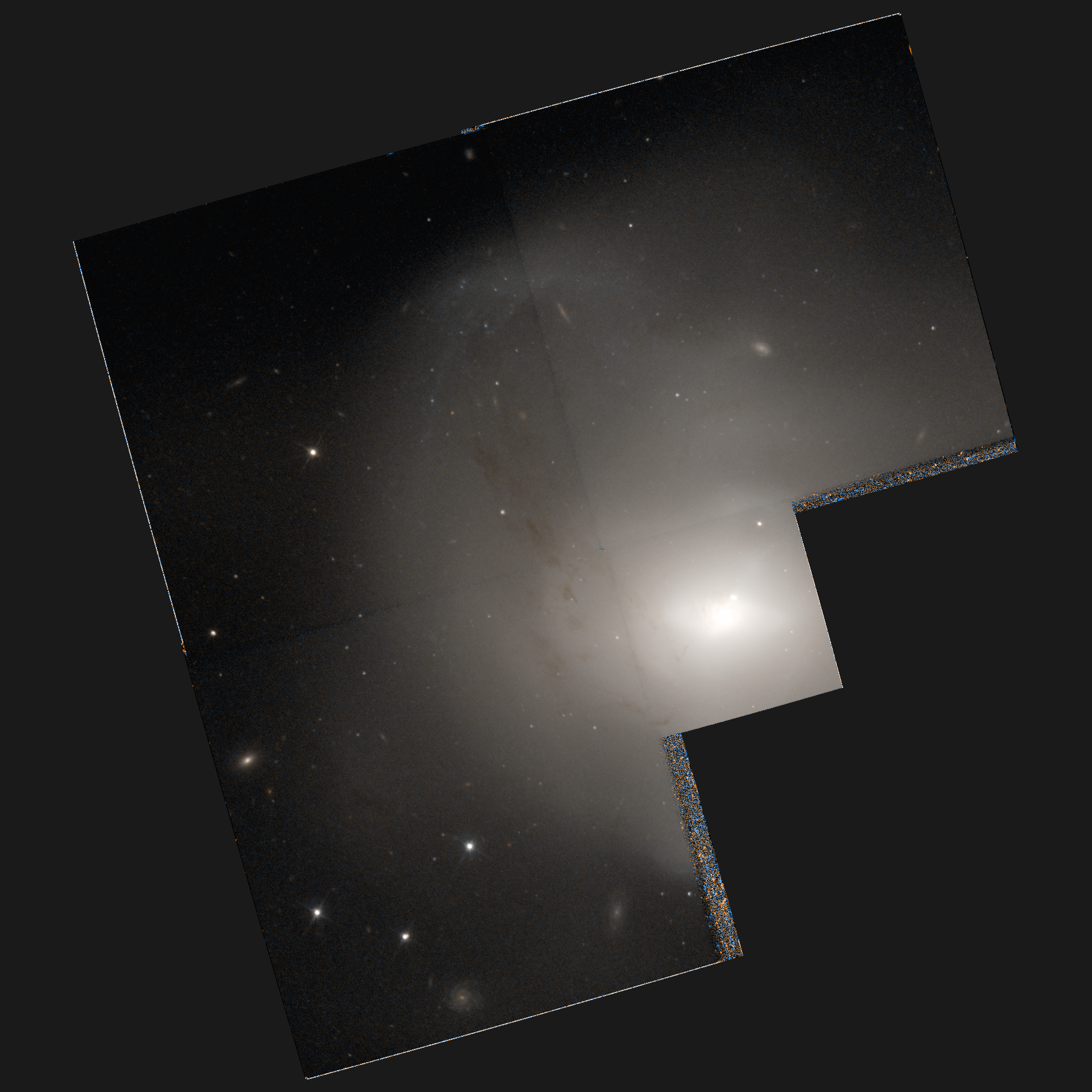
Aufnahme des Hubble-Weltraumteleskops
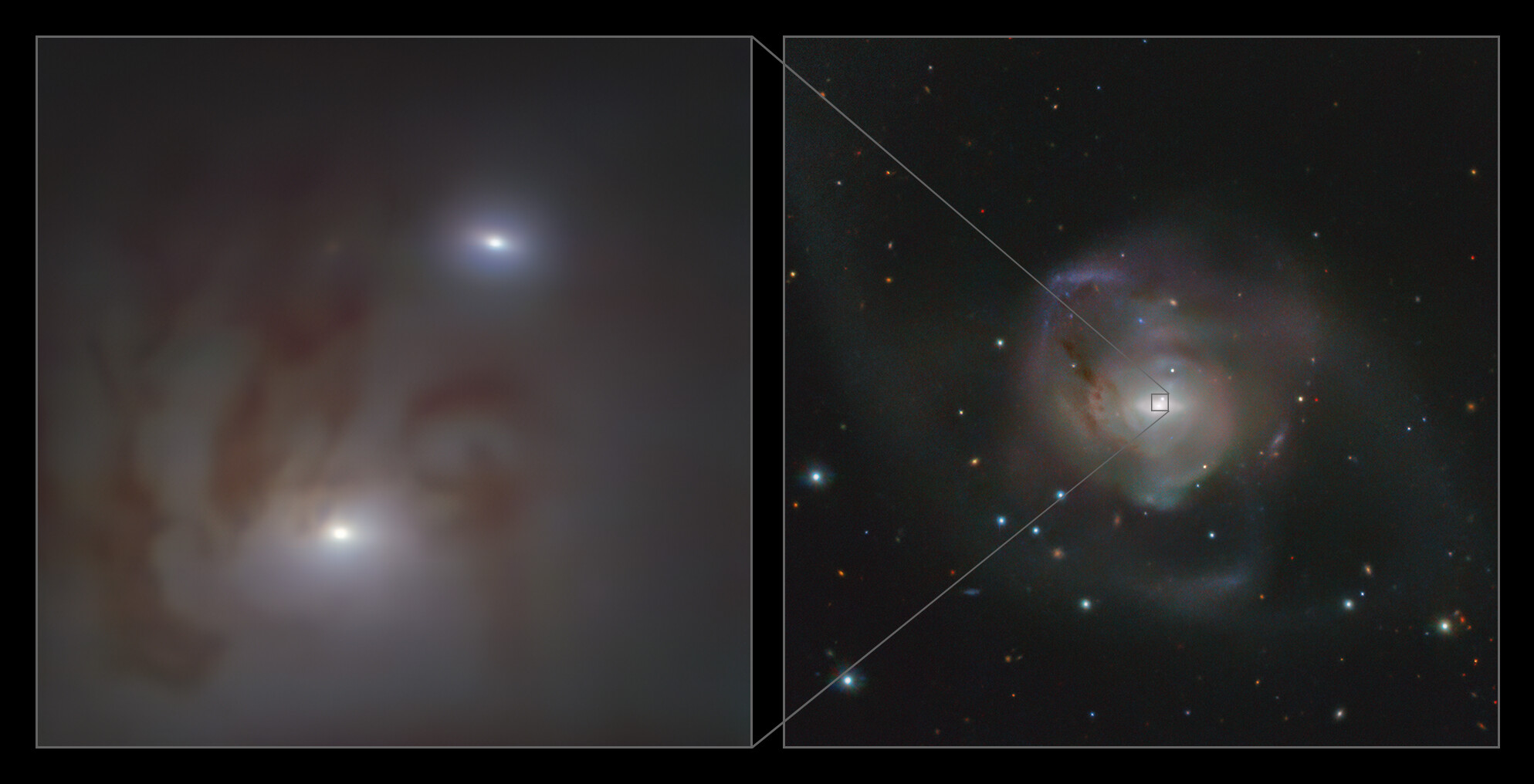
Die zwei supermassiven Schwarze Löcher zeigt die Detailaufnahme des Very Large Telescope.

## NGC 7727-Gruppe (LGG 480)
| Galaxie   | Alternativname | Entfernung / Mio. Lj |
| --------- | -------------- | -------------------- |
| NGC 7723  | PGC 72009      | 87                   |
| NGC 7724  | PGC 72015      | 90                   |
| NGC 7727  | PGC 72060      | 87                   |
| PGC 72057 | MCG-02-60-007  | 292 !                |
| PGC 72097 | MCG-02-60-010  | 90                   |